# Matea
Matea ist ein weiblicher Vorname.

## Herkunft und Bedeutung
Er ist die slawische Version und weibliche Form von Matthäus, welcher ‚Gabe Gottes‘ bedeutet.

## Bekannte Namensträgerinnen als Vorname
- Matea Baršić, Fußballspielerin
- Matea Bošnjak, Fußballnationalspielerin
- Matea Ferk, Skirennläuferin
- Matea Čiča, Badmintonspielerin
- Matea Ikic, Volleyballspielerin
- Matea Matošević, Sprinterin
- Matea Mezak, Tennisspielerin
- Matea Pletikosić, Handballspielerin
- Matea Vrdoljak, Basketballspielerin
- Matea Samardžić, Schwimmerin